# لابادی
لابادی (به لاتین: Labadee) یک شهر ساحلی و بندر در هائیتی است که در Cap-Haïtien Arrondissement واقع شده‌است.